# Mesothuria cathedralis
Mesothuria cathedralis is een zeekomkommer uit de familie Mesothuriidae.
De wetenschappelijke naam van de soort werd in 1940 gepubliceerd door Svend Geisler Heding.